# Колтън Хейнс
Колтън Хейнс (на английски: Colton Haynes) е американски актьор, певец и модел. Най-известен е с ролите си на Джаксън Уитмор в сериала „Тийн вълк“ и Рой Харпър/Арсенал в сериала „Стрелата“.

## Ранни години и образование
Колтън Хейнс е роден на 13 юли 1988 г. в Уичита, Канзас. Той израства във ферма в Андале, Канзас, но също така живее в Арканзас, Ню Мексико, Тексас и Флорида. Учи в гимназия „Навара“, Флорида, гимназия „Andale“, Канзас, и завършва гимназия „Samuel“ в Schertz, Тексас. Има по-голям брат и две по-големи сестри.

## Кариера

### Модел
Хейнс започва кариерата си като модел от 15-годишна възраст в Ню Йорк. Първият му успех е след появата му във фотосесия в Abercrombie & Fitch (A&F). През 2006 г. фотосесия с него е пусната и в списанието XY. Хейнс продължава кариерата си като модел в компании като Verizon и се появява в множество списания, измежду които Teen Vogue, Hero #6 и Arena.

### Актьор
През 2007 г. Колтън има малка роля в „Трансформърс“ и участва в „От местопрестъплението: Маями“, където играе ролята на Брендън Фокс. През втората половина на същата година се явява на прослушване за ролята на Едуард Кълън за филма „Здрач“.
През 2008 г. играе Александър в телевизионния сериал „Привилегирован“, както и като Арес Костополоус в сериала Pushing Daisies. Участва и във филма Always and Forever.
През 2009 г. Хейнс печели ролята на Шейн в сериала Look, базиран на филм със същото име през 2007 г. „Шоуто е много колоритно, с много голота, секс, наркотици и реални житейски преживявания, които ще шокират публиката“, казва Хейнс в интервю. Заснемането започва през лятото на 2009 г., а крайният продукт е излъчен през 2010 г., но е отменен след първия сезон. През март 2010 г. Хейнс заема роля в сериала „Портата“, но отново заснемането е спряно след първия сезон. След това той взима ролята на Джаксън Уитмор в сериала „Тийн вълк“, базиран на филм от 1985 г. със същото име.
През октомври 2012 г. напуска сериала „Тийн вълк“, но на следващата година започва втората си по-известна роля в „Стрелата“, където играе Рой Харпър. Участието му в този сериал стартира от втори сезон. През 2017 се завръща в два епизода на „Тийн вълк“.
През 2016 г. озвучава Тор във видеоиграта „Академията на отмъстителите на Марвел“.

### Кариера в музиката
През април 2007 г. Колтън участва в клипа на песента I Don't Love You на My Chamical Romance. Септември 2012 г. заема важна роля в клипа на песента Trouble на Леона Луис, където играе нейното гадже. Юли 2013 г. участва в клипа на песента Gold на Виктория Джъстис.
През 2013 г. Колтън пуска няколко откъса от негови кавъри на песни. Напредва в кариерата пеейки – нещо, което обича да прави още от малък. През ноември издава песента 19 you+me.

## Личен живот
Хейнс обявява публично, че е гей в интервю с Entertainment Weekly на 5 май 2016 г.

## Филмография
| Година              | Заглавие                      | Роля               | Бележки                                        |
| ------------------- | ----------------------------- | ------------------ | ---------------------------------------------- |
| 2007                | Трансформърс                  |                    | филм                                           |
| 2007                | От местопрестъплението: Маями | Брандан Фокс       | сериал, епизод: Bang, Bang, Your Debt          |
| 2008                | Привилегирован (Privileged)   | Александър         | сериал, епизод: „All About Friends and Family“ |
| 2008                | Pushing Daisies               |                    | сериал, епизод: „Frescorts“                    |
| 2009                | Always and Forever            | Скот Холанд        | филм                                           |
| 2009                | Melrose Place                 | Джеси Робъртс      | сериал, епизод: „Gower“                        |
| 2010                | Портата (The Gates)           |                    | сериал, главна роля (11 епизод)                |
| 2010                | Look: The Series              | Шейн               | сериал, главна роля (11 епизод)                |
| 2011 – 2012; 2017   | Тийн вълк                     | Джаксън Уитмор     | сериал, главна роля (1 – 2 сезон)              |
| 2011                | The Nine Lives of Chloe King  |                    | сериал, епизод: „Dogs of War“                  |
| 2013 – 2016; 2018 – | Стрелата                      | Рой Харпър/Арсенал | сериал, главна роля (от 2-ри сезон)            |
| 2015                | Сан Андреас                   | Джоби              | филм                                           |
| 2016                | Кралици на ужаса              | Тайлър             | сериал                                         |
| 2017                | Зловеща семейна история: Култ | Детектив Самюълс   | сериал                                         |
| 2017                | Тежка нощ                     | Скоти Макбоди      | филм                                           |
| 2018                | По-голям                      | Джак Лалейн        | филм                                           |